# Julia (film 2008)
Julia è un film del 2008 diretto da Érick Zonca.
Il film, in concorso al Festival internazionale del cinema di Berlino del 2008, è ispirato al fortunato Gloria - Una notte d'estate di John Cassavetes e tratta, tra l'altro, il problema dell'alcolismo, che lo stesso regista ha vissuto in prima persona e ha voluto così stigmatizzare.

## Trama
Julia è una quarantenne con seri problemi di alcolismo. Ogni mattina si sveglia in un luogo e con un partner diverso, senza ricordare nulla della sera precedente. Quando perde anche il lavoro, l'amico Mitch, che è uscito dalla dipendenza ma è costretto a vivere lontano dalla propria famiglia, cerca di aiutarla. Per nulla collaborativa, presso gli alcolisti anonimi incontra Elena, una giovane donna cui è stato tolto il figlio. Elena, che ha evidenti problemi psichiatrici, vuole che Julia la aiuti a rapire suo figlio dietro un lauto compenso. A corto di denaro, Julia si fa convincere, ma poi quando capisce che ad avere i soldi non è Elena, ma il nonno del bambino che lo ha in custodia, elabora un piano tutto suo.
Con una pistola e una maschera sequestra il piccolo Tom, dopo averne tramortito l'accompagnatore, e comincia una fuga per i dintorni di Los Angeles durante la quale avanza la richiesta di due milioni di dollari di riscatto al ricchissimo nonno del bambino.
Tom la teme e prova a fuggire rischiando di morire disidratato. Julia lo ritrova e comincia a trattarlo con più sensibilità, dicendogli che è un'amica della mamma e che lo riporterà da questa, in realtà scomparsa proprio alla vigilia del sequestro.
Il denaro del riscatto è pronto ma Julia sente il fiato sul collo della polizia e si dà alla fuga. Dopo una corsa nel deserto sfonda una recinzione e si ritrova in Messico. Qui un gruppo di piccoli malviventi rapisce Tom e intanto il nonno del bambino invia Mitch coi soldi del riscatto a trattare con Julia. La donna promette un milione ai sequestratori che però sono informati del fatto che lei ne sta per ricevere il doppio.
Mitch le lascia il denaro fidandosi della sua parola, quindi lei divide i soldi e dà la parte promessa ai sequestratori. Il rilascio del bambino avviene in un modo pericoloso per lo stesso e Julia istintivamente accorre a salvarlo, non curandosi del milione di dollari restante che i malviventi ovviamente le sottraggono.

## Produzione
Di produzione francese, il film è stato girato tra California (Los Angeles e Palmdale) e Messico (Laguna salada, Mexicali e Tijuana).